# Zakrzów (Opole)
Zakrzów (deutsch  Königlich Sakrau, auch Königlich Sakrau) ist ein Stadtteil der kreisfreien Stadt Oppeln in der Woiwodschaft Oppeln. 

## Geographie

### Geographische Lage
Das Straßendorf Zakrzów liegt in der historischen Region Oberschlesien im Oppelner Land. Der Ort liegt ca. drei Kilometer nördlich des Stadtkerns von Opole.
Zakrzów liegt in der Nizina Śląska (Schlesischen Tiefebene) innerhalb der Pradolina Wrocławska (Breslauer Urstromtal). Der Ort liegt am rechten Ufer der Oder. Bei Zakrzów befindet sich der Oppelner Hafen. Durch den Ort verläuft die Woiwodschaftsstraße Droga wojewódzka 454. Östlich des Ortes verläuft die Bahnstrecke Opole–Jelcz-Laskowice.

### Nachbarorte
Im Norden grenzt Zakrzów an Wróblin (Frauendorf), im Osten an Gosławice (Goslawitz), im Süden an Śródmieście (Innenstadt) sowie im Westen Półwieś (Halbendorf).

## Geschichte

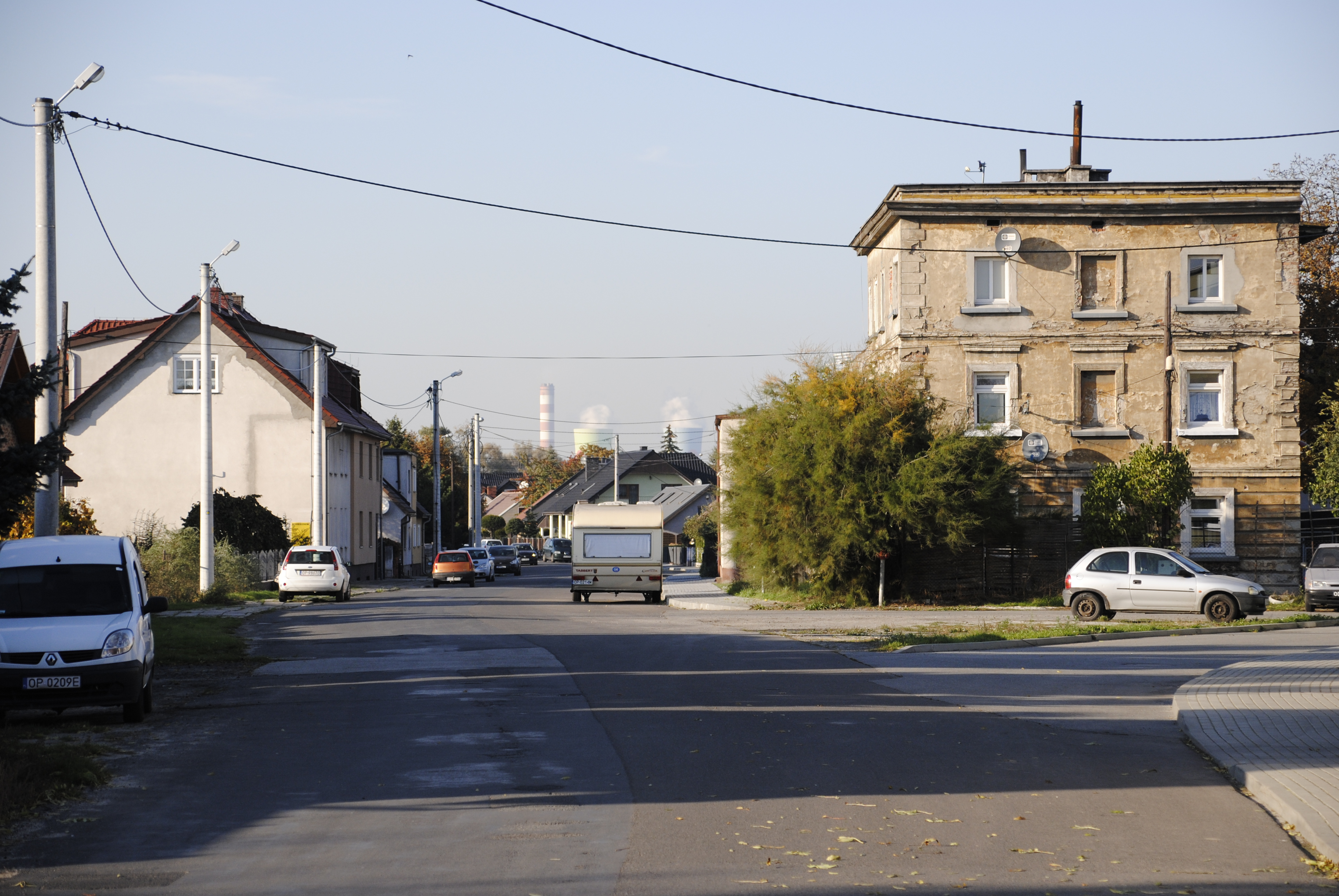
Ortspartie an der ul. Korneckiego

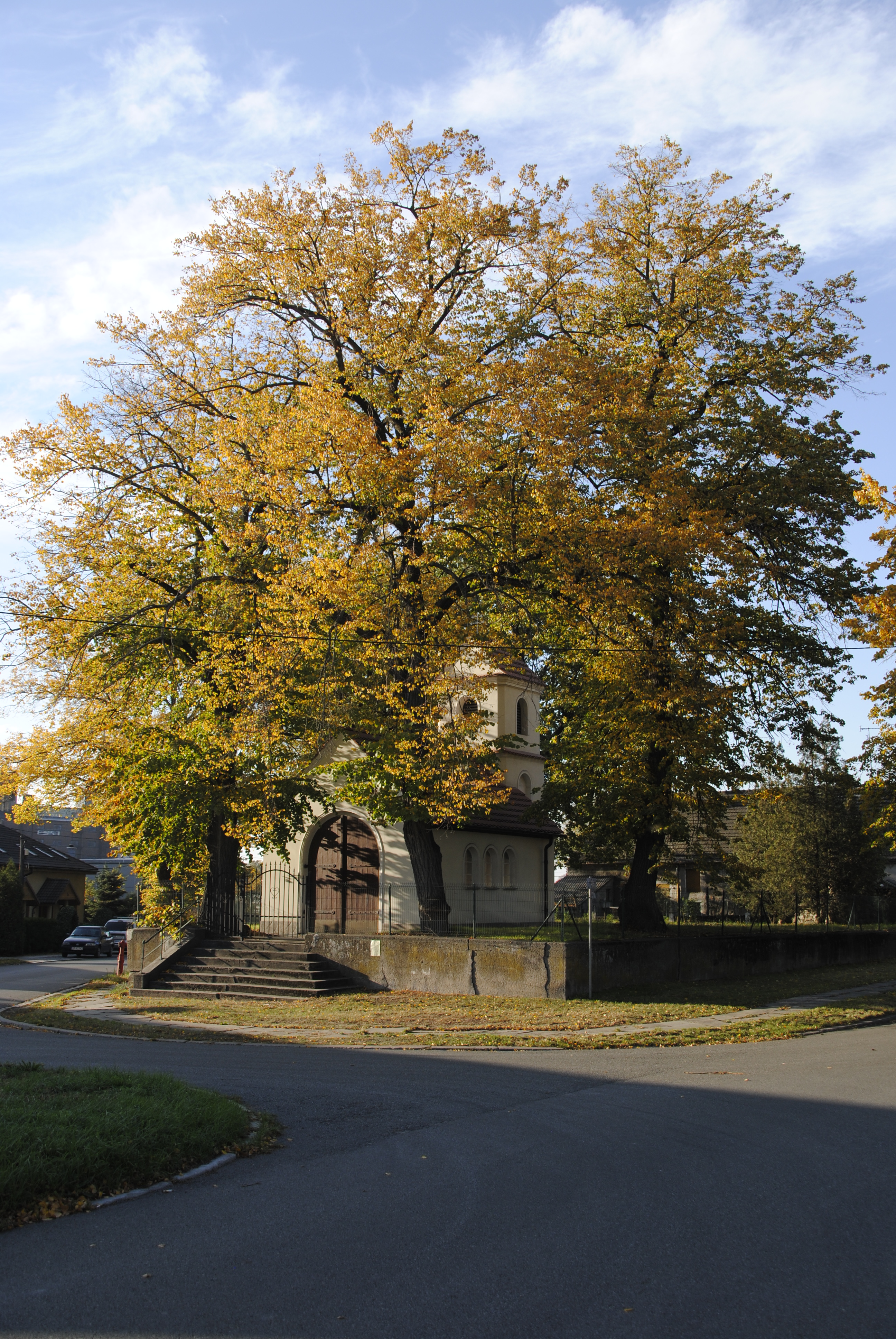
Annakapelle

Der Ort wurde 1312 erstmals urkundlich als Zachrow und Zacrow erwähnt. 1431 wird der Ort als Sacraw sowie 1532 als Sakhraw erwähnt.
Nach dem Ersten Schlesischen Krieg 1742 fiel Königlich Sakrau mit dem größten Teil Schlesiens an Preußen.
Nach der Neuorganisation der Provinz Schlesien gehörte die Landgemeinde Königlich Sackrau ab 1816 zum Landkreis Oppeln im Regierungsbezirk Oppeln. 1829 wurde eine katholische Schule im Ort eröffnet. 1845 bestanden im Dorf ein Vorwerk, eine katholische Schule und 43 Häuser. Im gleichen Jahr lebten in Königlich Sackrau 333 Menschen, davon neun evangelisch. 1855 lebten 403 Menschen im Ort. 1865 zählte das Dorf neun Bauern, 15 Häusler und neun Freihäusler. Im gleichen Jahre wurde die katholische Schule von 107 Schülern besucht. 1874 wurde der Amtsbezirk Königlich Sackrau gegründet, welcher aus den Landgemeinden Goslawitz, Kempa und Königlich Sackrau und dem Gutsbezirk Königlich Sackrau bestand. 1885 zählte Königlich Sackrau 991 Einwohner. 1899 wurde Königlich Sackrau vom Landkreis Oppeln in die Stadt Oppeln eingemeindet.
1902 wurde an der westlich vom Ort gelegenen Oder ein Hafenbecken eröffnet. Nach der Volksabstimmung in Oberschlesien am 20. März 1921 verblieb Sakrau mit Oppeln beim Deutschen Reich. Sakrau lebte vor allem von der Produktion von Zement, im Ort befand sich die Zementfabrik Silesia, sowie der Produktion von Textilose (Papierstoffgarn) in der Oppelner Textilosewerk GmbH Oppeln. Textilose war ein Textilersatz. In den 1930er Jahren wurde der Stadtteil von Sakrau in Oppeln III umbenannt.
Nach dem Einmarsch der Sowjetarmee im Januar 1945, übte diese ein Massaker an der örtlichen Zivilbevölkerung aus. Dabei wurden mindestens 104 Personen ermordet. Nachdem jahrzehntelang nicht an die Opfer gedacht wurde, wurde im Januar 2015 eine Gedenktafel mit den Namen der Opfer angebracht.
1945 kam der bisher deutsche Ort unter polnische Verwaltung, wurde in Zakrzów umbenannt und der Woiwodschaft Schlesien angeschlossen. 1950 kam der Ort zur Woiwodschaft Oppeln.

## Sehenswürdigkeiten
- Die Annakapelle (poln. Kaplica św. Anny) ist eine ursprünglich im Jahr 1864 erbaute Wegkapelle mit Glockenturm auf dem Cholerafriedhof. Durch einen Anbau wurde diese zu einer Kapelle erweitert.[6]
- Wegekapelle mit Marienstatue
- Friedhof mit erhaltenen deutschen Grabmäler und einer Friedhofskapelle
- Wegekapelle